# NGC 1530
NGC 1530 é uma galáxia espiral barrada (SBb) localizada na direcção da constelação de Camelopardalis. Possui uma declinação de +75° 17' 40" e uma ascensão recta de 4 horas, 23 minutos e 26,9 segundos.
A galáxia NGC 1530 foi descoberta em 1877 por Ernst Wilhelm Leberecht Tempel.